# Club de Remo Chapela
El Club de Remo Chapela es un club deportivo dedicado al remo y basado en Redondela (Galicia, España) que ha disputado regatas en todas las categorías y modalidades de banco fijo, bateles, trainerillas y traineras, desde su fundación en 1984. A lo largo de su historia ha conseguido clasificarse en una ocasión para la Bandera de la Concha, ha sido cuarto en dos ocasiones en el Campeonato de España de traineras, y subcampeón del Campeonato de Galicia de traineras en cuatro ocasiones.

## Historia
Hasta 2011 el club se encontraba en las antiguas naves de una conservera en la playa de Arealonga, pero cambiaron su sede para ocupar unas instalaciones nuevas en el mismo lugar. En 2016 estrenaron su nueva trainera, construida en los astillero Amilibia.